# FC Fakel Vorónezh
El FC Fakel (en ruso: Футбольный клуб "Факел" Воронеж) es un club de fútbol ruso de la ciudad de Vorónezh. Fue fundado en 1947 y juega en la Primera División de Rusia.

## Palmarés
- Segunda División de Rusia Zona Centro: 1

2014/15